# Basilique Sacro Cuore di Gesù (Rome)
Pour les articles homonymes, voir Basilique Sacro Cuore.
La basilique Sacro Cuore di Gesù (en français : basilique du Sacré Cœur de Jésus) est une basilique mineure romaine dédiée au Sacré-Cœur située dans le rione de Castro Pretorio et confiée aux salésiens. Elle est le siège de la diaconie du Sacro Cuore di Gesù a Castro Pretorio.

## Historique
En 1870, le pape Pie IX fait l'acquisition de terres Via di Porta San Lorenzo (maintenant Via Marsala) avec l'intention de créer une église dédiée à saint Joseph déclaré patron de l'Église universelle le 8 décembre 1870. C'est une période où s'affirme avec ferveur, en particulier en France et en Italie, un grand mouvement de dévotion au Sacré-Cœur de Jésus ; à la suite de la prédication du père Antonio Maresca, barnabite, largement suivie par les fidèles, le pape Pie IX modifie son projet pour dédier le temple au Sacré-Cœur. La même année, on pose la première pierre du nouveau bâtiment mais à la suite de la prise de Rome, les travaux sont bientôt interrompus. Dix ans plus tard, le cardinal Alimonda suggère à Léon XIII de confier le soin de l'achèvement de la basilique à Jean Bosco, proposition approuvée par le pape.
Le prêtre piémontais accepte à la seule condition d'avoir la possibilité de créer un pensionnat et d'envoyer dans des écoles de nombreux jeunes pauvres qui abondent dans le quartier. En 1883, le cardinal Lucido Maria Parocchi bénit le chœur de la nouvelle église. En 1887, la structure est complétée et les travaux de finition intérieur sont en cours. Le 20 avril 1887, Don Bosco fait son dernier voyage de Turin à Rome, le pape le remercie pour la tâche accomplie. Le 14 mai 1887, l'église du Sacré- Cœur est consacrée solennellement par le cardinal-vicaire Parocchi en présence de nombreuses autorités civiles et religieuses. En 1921, le pape Benoît XV élève l'église au rang de basilique mineure. Le pape Paul VI érige la diaconie cardinale du Sacro Cuore di Gesù a Castro Pretorio le 5 février 1965.

## Description

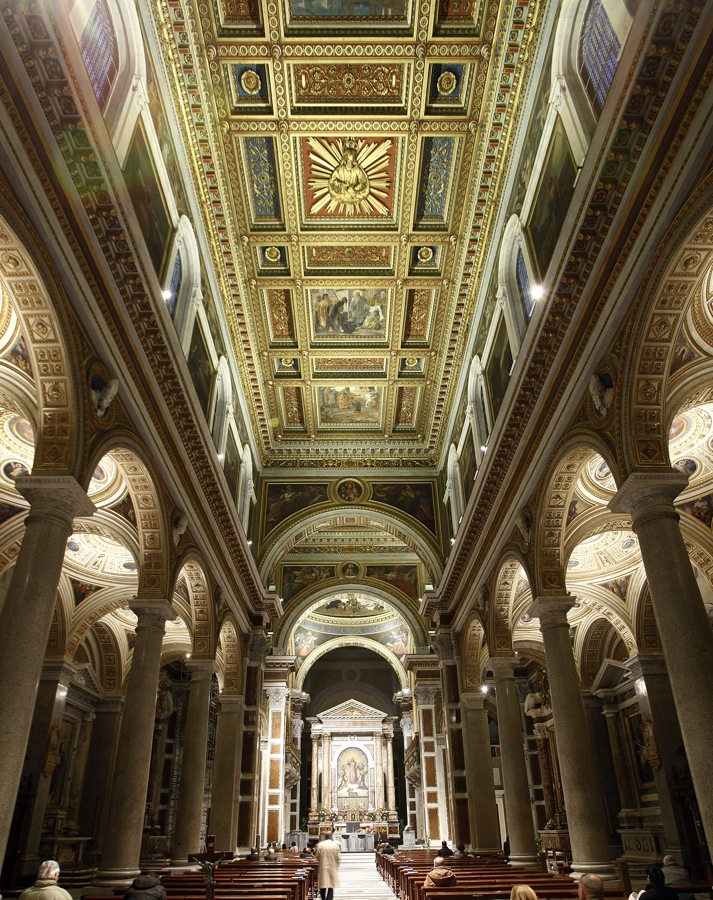
Intérieur de la basilique

L'église est de style Renaissance, sur le campanile se dresse la statue du Christ Rédempteur mise en place en 1931. L'intérieur a trois vaisseaux séparés par des colonnes de granit avec transept.
L'église et les bâtiments adjacents sont la propriété des salésiens qui en ont fait un de leurs centres les plus importants de Rome, dans le bâtiment à côté de l'église se trouve une chapelle où a vécu Don Bosco. On trouve une grande vitrine contenant divers articles utilisés par le saint ainsi qu'une boule de coton trempé du sang de Don Bosco.